# Suyeong-gu
Suyeong-gu est un arrondissement, ou canton, de la ville de Pusan, en Corée du Sud.

## Nom
Le nom de l'arrondissement vient de Su-gun, « force navale » et de Jeoldosa-yeong, qui désigne le siège du commandement des forces navales, en référence à l'autorité militaire qui a défendu la région de Pusan pendant l'invasion japonaise de la Corée en 1592.

## Situation géographique

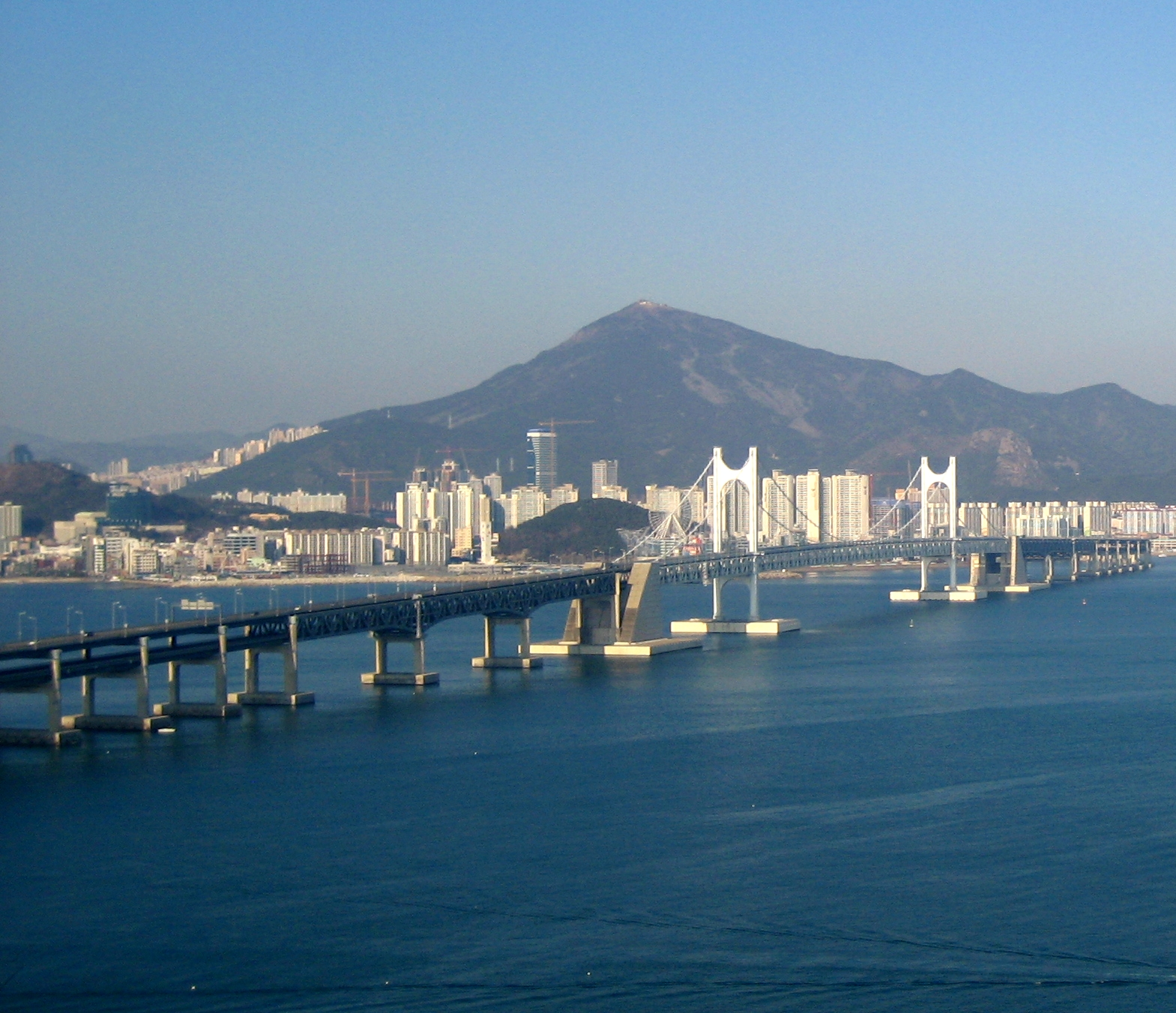
Le pont Gwangan et l'arrondissement de Suyeong

L'arrondissement Suyeong est situé dans la partie centrale de Pusan, en bordure de la mer, entre les arrondissements de Haeundae et de Nam-gu. 
Il s'étend sur 10,21 km2. 
Le front de mer est occupé par la plage de Gwangalli (en), au large de laquelle passe le pont Gwangan. L'arrondissement est bordé à l'est par la rivière Suyeong.

## Démographie
En juillet 2021, l'arrondissement Suyeong comptait 175 722 habitants, dont 92 712 femmes et 83 010 hommes.

## Histoire
L'arrondissement de Suyeong a été créé le 1er mars 1995. Son territoire faisait auparavant partie de l'arrondissement de Nam-gu.

## Administration

### Divisions administratives

Structure administrative de l'arrondissement de Suyeong

L'arrondissement de Suyeong est divisé en 10 dong (quartiers) : 
- Namcheon 1(il)-dong (남천1동) ;
- Namcheon 2(i)-dong (남천2동) ;
- Suyeong-dong (수영동) ;
- Mangmi 1(il)-dong (망미1동) :
- Mangmi 2(i)-dong 망미2동) ;
- Gwangan 1(il)-dong (광안1동) ;
- Gwangan 2(i)-dong (광안2동) ;
- Gwangan 3(sam)-dong (광안3동) ;
- Gwangan 4(sa)-dong (광안4동) ;
- Millak-dong (민락동).

### Symboles et slogan

Emblème de Suyeong-gu

L'emblème de l'arrondissement de Suyong, qui figure sur son drapeau, représente le pont Gwangan sur fond bleu. 
Le slogan de l'arrondissement est « Sea You Suyeong », expression qui joue sur la similarité phonétique de « sea » (mer, océan) et « see you » (à bientôt).

## Transports
L'arrondissement est traversé par la ligne 2 du métro de Pusan (stations Millak, Suyeong, Gwangan,  Geumnyeonsan et Namcheon). La ligne 3 a deux stations dans l'arrondissement (son terminus Suyeong et Mangmi).

## Économie
Suyeong-gu accueille les sièges des grands médias KBS et MBC.